# Allomyces arbusculus
Allomyces arbusculus är en svampart som beskrevs av E.J. Butler 1911. Allomyces arbusculus ingår i släktet Allomyces och familjen Blastocladiaceae.   Inga underarter finns listade i Catalogue of Life.